# José Antonio García (cantante)
José Antonio García (Padul, Granada, 15 de mayo de 1961) es un cantante de rock español.

## La época con TNT
Su carrera comienza con TNT, grupo punk que nació en el año 1978 en el pueblo granadino de Huétor Tájar. La primera formación estaba compuesta por José Antonio García (voz), Ángel Doblas (guitarra), Francisco Sánchez (batería) y Manuel Rodríguez (bajo). Tras cosechar un considerable éxito la banda se separó, decidiendo García y Doblas refundar el grupo con la incorporación de Arias y Vílchez. 
T.N.T. comenzó ensayando en Las Cuevas de Cristóbal , en el barrio del Albaicín, que estaba literalmente incrustado en el monte y cuyas habitaciones eran los ensayos, auténticas cuevas. En el mismo lugar ensayaban otras formaciones, como KGB, Magic, Jonny Roll y Los Traviesos u orquestas de feria.
En enero de 1982, antes de que el bajista del grupo, Ángel Doblas, se marchase a cumplir el servicio militar obligatorio, el grupo registró en el local de ensayo de unos amigos, en el pueblo de Albolote, una cinta que contenía dieciséis temas: ocho propios y ocho versiones. 
La cinta fue enviada al programa Diario Pop, de Radio 3, en Radio Nacional de España, que presentaba y dirigía Jesús Ordovás. El programa tenía como función divulgar las maquetas y discos de los nuevos grupos que estaban apareciendo en España y T.N.T. entró en las listas de éxitos con fuerza.  Uno de sus grandes himnos “Cucarachas” fue prohibido en la radio.
Después, García se unió a José Ignacio Lapido y Tacho González, para forma una nueva banda que se llamaría 091.

## La época con 091
091 editaron su primer disco en 1982 y estuvieron en funcionamiento hasta 1996, cuando grabaron su concierto de despedida en el Auditorio de Maracena (Granada). Fue un grupo esencial en el desarrollo del rock español y ejerció una gran influencia sobre grupos posteriores. José Antonio García fue un verdadero icono junto con José Ignacio Lapido, el guitarrista y compositor de la banda.
Su primer álbum, Cementerio de automóviles, llegó en 1984, siendo editado por DRO. Sin continuidad con esta discográfica, su segundo disco de larga duración, Más de cien lobos, tardó dos años en llegar, editado en esta ocasión por Discos Zafiro. En su producción artística participó Joe Strummer, componente de The Clash, que pasaba temporadas en Granada y se había hecho amigo de los miembros de 091.
Los siguientes trabajos con Discos Zafiro se sucedieron con mayor continuidad. Se trata de Debajo de las piedras (1988) y Doce canciones sin piedad (1989), en los que destacan los sonidos de las guitarras y las letras de Lapido. El bajista Antonio Arias dejó la formación tras la grabación de este último álbum para emprender un nuevo proyecto con Lagartija Nick.
En 1991, la banda granadina regresó como trío con el álbum El baile de la desesperación, más dirigido al gran público, y en el que colaboró el guitarrista Chris Wilson, miembro de Flamin' Groovies. Su siguiente trabajo, Tormentas imaginarias, llegó en 1993 de la mano de la multinacional Polydor pero, después de no alcanzar con el mismo el éxito deseado, grabaron el que sería su último disco de estudio, Todo lo que vendrá después, con la discográfica independiente Big Bang.
En 1996, tras 15 años de trabajo, el grupo dio su último concierto en Maracena (Granada), plasmándose este directo en un disco doble llamado Último concierto, también para Big Bang.

## Grupos recientes
Tras la separación de 091, García formó Sin Perdón, una banda de funk metal, que editó el disco Elefantes en el jardín, para el sello Big Bang, el mismo que había producido los últimos discos de 091. El grupo no duró mucho tiempo. Después, junto con el guitarrista Quini Almendros, que había estado en el grupo La Guardia, fundó Mezcal, realizando versiones en acústico de clásicos de rock. 
Finalmente, en el año 2006 se une a Toni Guerrero guitarra) , David Santiago (bajo), José Rueda (batería) y Carlos Muñoz García - Ligero ( guitarra)bajo el nombre colectivo de Guerrero García. En el 2006 sacan un mini CD de cuatro canciones, El cielo en mi cabeza, junto a un videoclip como presentación de la banda. Dos meses después se publicó el LP "Guerreo García" con diez temas, aunque Toni abandona la formación, que queda con cuatro miembros. En abril de 2011, sale a la luz su segundo disco, "Preparados". En 2012 se une a la banda, como segundo guitarra, Javier Muñoz García-Ligero.
En 2008, García vuelve con el grupo TNT, junto al bajista Ángel Doblas, en la sala de Armilla (Granada), "La Telonera", ante muchos de sus incondicionales, para un único concierto.
El 1 de octubre de 2014, y tras una campaña de micromecenazgo, José Antonio García publica un nuevo disco junto al grupo granadino El Hombre Garabato titulado "Cuatro tiros por cabeza", compuesto por canciones con un sonido muy directo y agresivo, que atrapan desde la primera escucha.
En 2016 se produce una reunión de los miembros de la última formación de 091 para realizar una gira, denominada "Maniobra de Resurección".
En junio de 2018 sale a la venta su nuevo disco en solitario "Lluvia de piedras", arropado una vez más por el Hombre Garabato y con la participación de Víctor Lapido, en dos temas, y de Tony Guerrero, en uno.